# Lahr/Schwarzwald
 (mai 2025).
Si vous disposez d'ouvrages ou d'articles de référence ou si vous connaissez des sites web de qualité traitant du thème abordé ici, merci de compléter l'article en donnant les références utiles à sa vérifiabilité et en les liant à la section « Notes et références ».
Pour les articles homonymes, voir Lahr.
Lahr/Schwarzwald est une ville allemande de l'arrondissement de l'Ortenau dans le pays de Bade, land de Bade-Wurtemberg. Jusqu'au 30 septembre 1978, la ville s'appelait seulement Lahr.
Elle est située au pied des contreforts ouest de la Forêt-Noire sur la Schutter (de), un affluent de la rive droite du Rhin, à environ 30 km au sud-est de Strasbourg.

## Histoire
| Appartenances historiques Seigneurie de Geroldseck 1220-1426 Comté de Moers 1426-1497 Margraviat de Bade / Comté de Moers 1497-1522 Margraviat de Bade / Nassau-Sarrebruck 1522-1629 Margraviat de Bade-Bade 1629-1771 Margraviat de Bade 1771-1803 Électorat de Bade 1803–1806 Grand-duché de Bade 1806–1871 Empire allemand / Grand-duché de Bade 1871-1918 République de Weimar 1918–1933 Reich allemand 1933–1945 Allemagne occupée 1945–1949 Allemagne de l'Ouest 1949–1990 Allemagne 1990-présent |

La ville a été fondée en 1218 par les Geroldseck sous la forme d'une place forte gardant le débouché de la vallée de la Schutter, avant d'acquérir le statut de ville en 1278. Par la suite, Lahr devient une cité commerçante prospère, jusqu'au grand incendie qui la ravage en 1677.
Elle connaît ensuite un certain essor aux débuts de la révolution industrielle, mais devient surtout une ville de garnison à partir de la fin du XIXe siècle. Après la Seconde Guerre mondiale, les troupes d'occupation françaises en font la base 139 de l'armée de l'air abritant le commandement du premier groupement aérien tactique. Après le retrait de la France du commandement intégré de l'OTAN décidé par De Gaulle en 1966, elle sera reprise par les forces canadiennes jusqu'à leur départ en 1994 après la chute du mur de Berlin. Nommée Lahr/Schwarzwald depuis le 30 septembre 1978. La ville de Lahr est jumelée, depuis 1962, à la ville de Dole, en France, de Belleville en Ontario ainsi que Alajuela depuis le 6 mars 2006.
|  |

## Événement
Le Festival des chrysanthèmes, chaque mois de novembre, est un enchantement visuel.

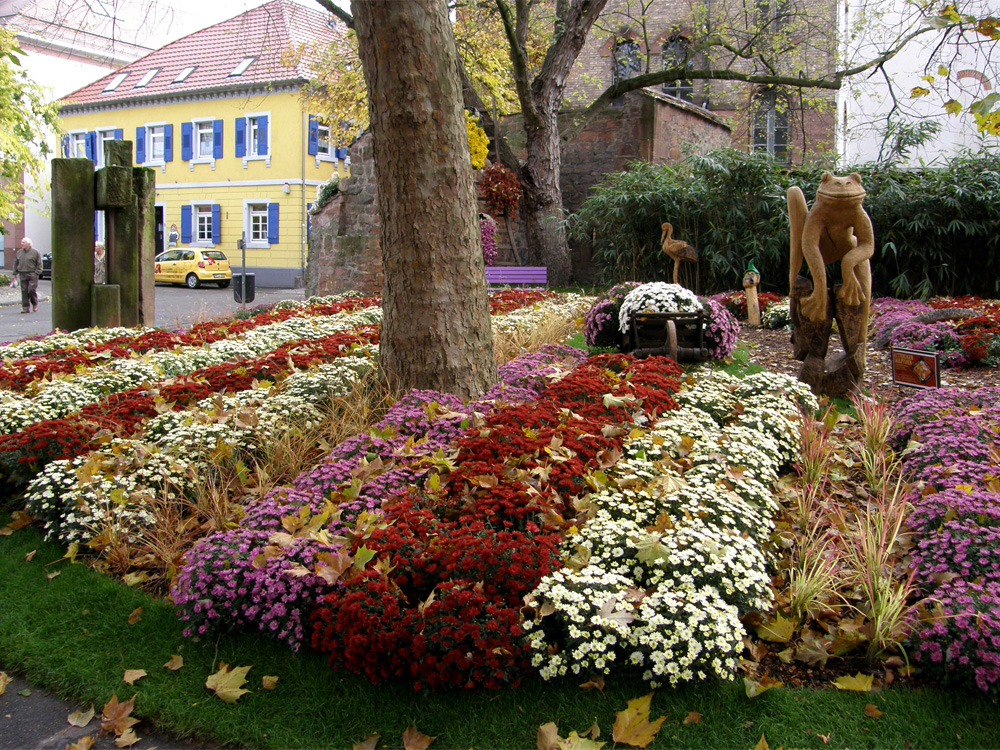
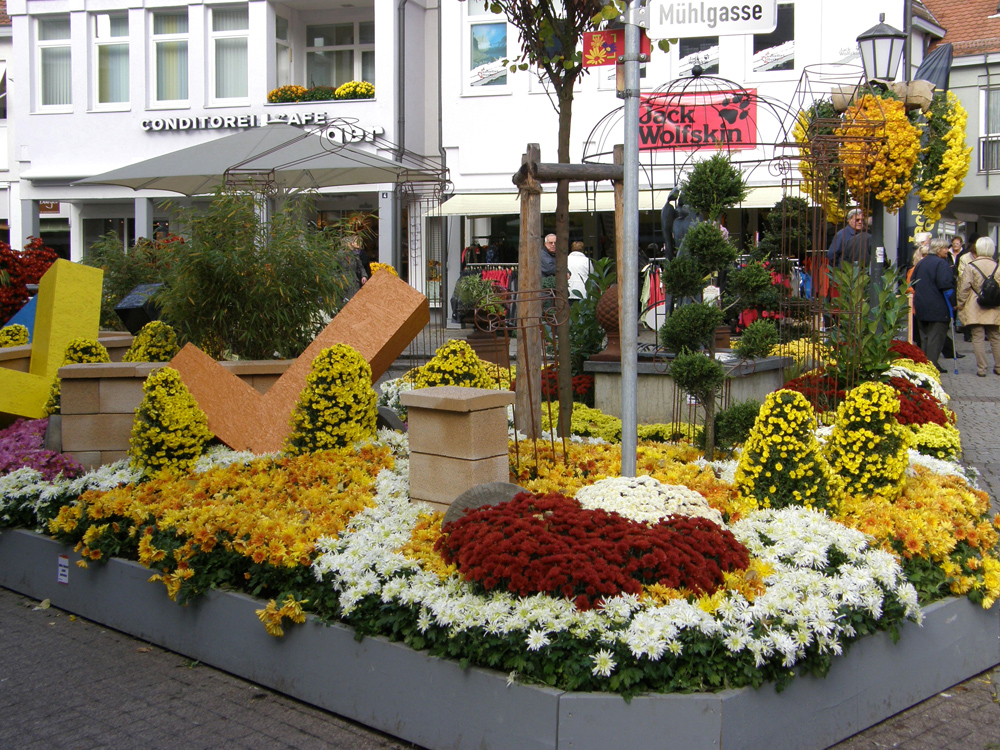
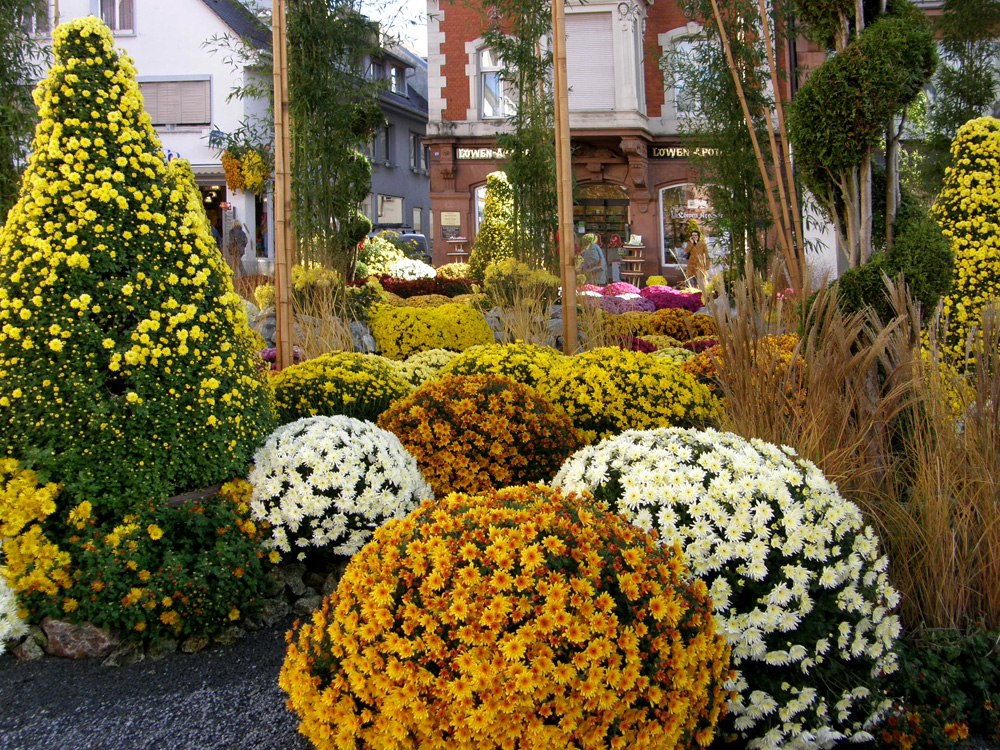
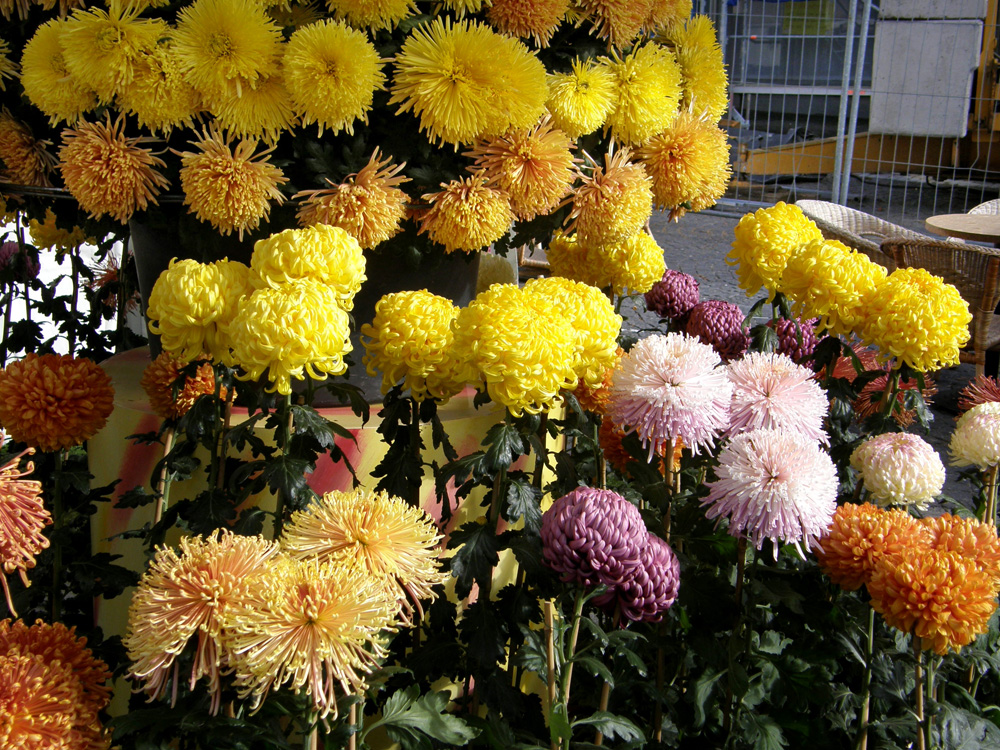
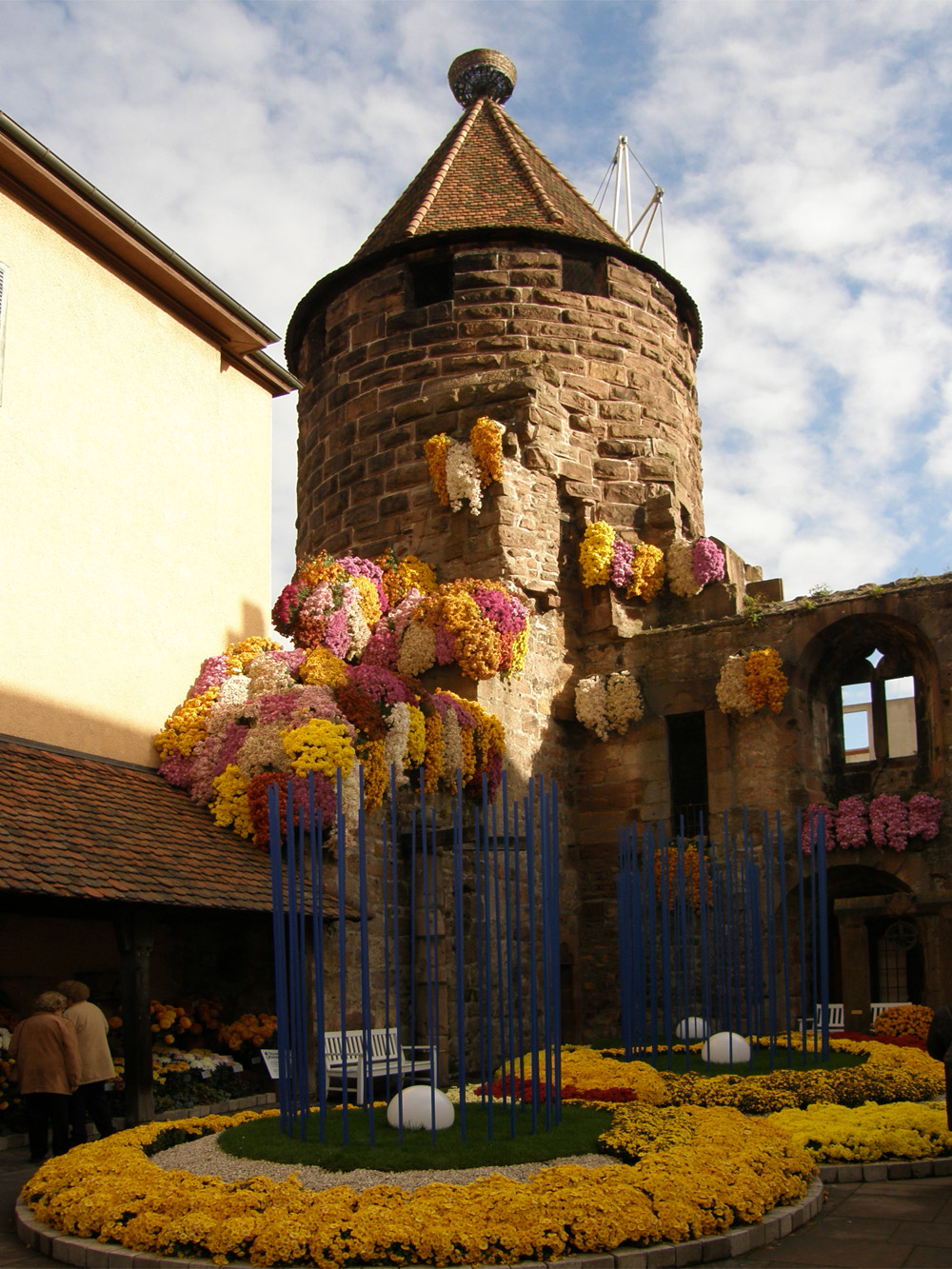

## Économie
De son passé de base aérienne de l'OTAN situé sur le terrain de Lahr-Hugsweier, Lahr a hérité l'une des plus longues pistes du sud-ouest de l'Allemagne et a décidé d'en faire un argument économique. L'aéroport de Lahr-Forêt-Noire est actuellement essentiellement un aéroport de fret en synergie avec le parc d'activité économique qui se développe également sur les anciens terrains militaires. Mais la ville a la volonté d'en faire un aéroport régional ouvert également au trafic passager.
Une autre entreprise importante de Lahr était Albert Nestler, matériel de dessin, un fabricant international de planches à dessin et de règles à calcul, qui a existé de 1876 aux années 1990. Le quartier Nestler de la Bahnhofstrasse est l'ancien site de l'entreprise.

## Personnalités
- Alanis Morissette y a grandi.
- Mike Egener, joueur de hockey sur glace canadien est né à Lahr.
- Denis Bühler, architecte-paysagiste français est né à Lahr.
- Tilly Fleischer athlète allemande spécialiste du lancer du javelot et du lancer du poids.
- Felix Heinrich Wankel inventeur du moteur à piston rotatif y est né.